# 悲慘的開始
《悲慘的開始》（英語：A Series of Unfortunate Events: The Bad Beginning）是美國作家雷蒙尼·史尼奇的系列奇幻文學作品「波特萊爾大遇險」總共十三本的第一本。這部小說的英文原版1999年9月30日在美國出版。中文繁體版於2002年10月5日出版。

## 情節概述
波特萊爾三姐弟（紫兒、克勞斯和桑妮）的豪華大宅邸在一場無名大火後燒毀導致父母雙亡，於是遺囑執行人波先生將他們交給他們的親戚歐拉夫伯爵來照顧。歐拉夫伯爵的腳踝上有一個眼睛刺青，他和他的劇團總是會做一些不法的勾當。歐拉夫伯爵收養三姐弟時總是一再的對他們實施殘酷的對待，甚至計畫拿桑妮做為要脅迫使紫兒嫁給自己來霸佔他們的雙親所遺留的財產。所幸波特萊爾三姐弟在千鈞一髮之際揭穿他邪惡的計畫，但歐拉夫伯爵和他的劇團卻逃之夭夭還宣誓說一定不會讓波特萊爾三姐弟好過。波先生決定帶著波特萊爾三姐弟前往遠方找到可以收養他們的監護人。

## 改編
2004年的電影劇情改編自《波特萊爾大遇險》系列的前三本書，包含了《悲慘的開始》的情節。
Netflix電視劇《波特萊爾的冒險》第一季前兩集的劇情即改編自《悲慘的開始》。